# Dorylaimopsis euryonchus
Dorylaimopsis euryonchus är en rundmaskart som först beskrevs av Christian Wieser 1954.  Dorylaimopsis euryonchus ingår i släktet Dorylaimopsis och familjen Comesomatidae. Inga underarter finns listade i Catalogue of Life.